# Нанси (футбольный клуб)
«Нанси́» (фр. Association Sportive Nancy-Lorraine) — французский футбольный клуб из одноимённого города, выступающий в Насьонале. Основан в 1967 году. Домашние матчи проводит на арене «Стад Марсель Пико», вмещающей 20 087 зрителей.

## История клуба

### Ранние годы
Команда была основана в 1967 году после краха старого клуба — ФК «Нанси» (по другой версии — в 1910). Новая команда играет на том же стадионе, что и её предшественник. Уже через 3 года после возвращения футбола в Нанси (1967) лотарингская команда впервые вышла в Лигу 1. Уже в первом своём сезоне в элите команда сделала себе имя, заняв 13 место. На следующий год «Нанси» занял 10 место. А в третьем сезоне команда неожиданно занимает 6 место. Однако, в следующем году последовало понижение в классе: «Нанси» занял 18 место, вылетев из-за более худшей разницы голов по сравнению с предшественником современного «Труа». В следующем году «Нанси» удалось вернуться, и уже в первом сезоне клуб занял 7 место.

### Золотая пора
В сезоне 1976/77 команда занимает 4 место. Этот успех команда повторит не скоро. А по итогам следующего сезона команда принимает участие в Кубке обладателей кубков УЕФА. Но уже в следующих 2 сезонах «Нанси» занял 11 место. А по итогам сезона 1980/1981 занимает 8 место. В сезоне 1981/82 команде удалось повторить успех, а после следующего сезона клуб занял 7 место. Затем результаты стали быстро ухудшаться: в сезоне 1982/1983 команда заняла 15 место. Затем команда делает выводы и занимает 12 место, но потом взяли верх тенденции спада и деградации: 18 место в сезоне 1984/85. А уже в следующем сезоне «Нанси» вылетает во второй раз в Лигу 2.

### «Нанси» в первой лиге
Ошарашенному вылетом «Нанси» не удалось вернуться в первый же сезон: 5 место в сезоне 1987/88. Такой же результат в сезоне 1988/89. Однако уже в следующем сезоне «Нанси» вернулся в Лигу 1, оттуда он едва не вылетел. Но в следующем сезоне вылетел в третий раз, заняв последнее место. Первая попытка возвращения в элиту не удалась: команда заняла 4 место в группе А Лиги 2. Во втором сезоне вместо 2 групп была сделана одна. «Нанси» занял 12 место. В сезоне 1994/95 «Нанси» занял 7 место. А уже в следующем сезоне команда выходит в Лигу 1, но уже в 4-й раз вылетает оттуда, заняв 18 место. Лотарингская команда в следующем сезоне выигрывает Лигу 2. Следующий сезон команда проводит успешно: 11 место. И в следующем сезоне вылетает уже в 5-й раз. «Нанси» не удаётся вернуться в Лигу 1 в следующих 2 сезонах. Сезон 2002/2003 команда провалила: 15 место. Но и 2-я попытка выхода не удаётся: 6 место. Зато следующий сезон был удачным: 21 победа, 8 ничьих, 9 поражений, 71 очко.

### «Нанси» с 2005 по 2013 год. Еврокубковые кампании. Борьба за выживание
Второй расцвет клуба пришёлся на конец первого десятилетия XXI века. Уже сразу команда сделала себе имя: заняла 12 место и попала в Кубок УЕФА. На эту, чаще всех вылетавшую из Лиги 1 команду сразу обратили внимание, когда из-за неё выбыл «Шальке 04». Но команда выбыла в 1/16 от «Шахтёра» (2:1 в сумме). В следующем сезоне «Нанси» занимает 13 место. В сезоне-2007/08 команда занимает 4 место. Впервые «Нанси» сыграл с российской командой (ЦСКА Москва) и проиграл ей.
Следующий сезон был не вполне успешным — 15 место. По итогам следующего сезона «Нанси» стал 12-м. 17 мая 2010 года «Нанси» решил, что будет играть на синтетическом газоне. Команда застревает в середине — 13 место. В следующем сезоне (2011/12) лотарингская команда занимает 11 место. Сезон 2012/2013 прошёл неудачно. В 6-м туре команда опускается в опасную зону, а после 9-го — на последнее 20-е место. Андре Россино не сразу понял, что происходит с командой. В 19-м туре «Нанси» проиграл «Бастии» (4:2). После этой неудачи по приказу Андре Россино руководству клуба Жан Фернандес был уволен. На его место был назначен Патрик Габриэль. Перед ним стоит задача спасти команду от вылета. Произошли значительные перемены в игре команды: «Нанси» выиграл впервые с 1-го тура. Но вылета избежать не удалось: команда проиграла дома Бастии 1:2.

### С 2013 года
Уже 28 мая у команды сменился логотип. Перед командой стояла задача вернуться в топ-лигу. Однако сезон складывался не так легко. С самого начала команду стали преследовать неудачи, поэтому за первые 12 туров «Нанси» не занимал места в переходной зоне. Болельщики тоже не испытывали восторга от такой игры команды. Патрик Габриэль был обвинён в неприятностях, произошедших с командой в 2013-м году, и был уволен. На место его был назначен уругвайский специалист Пабло Корреа, ранее уже работавший в Нанси. Команда быстро начала подниматься вверх по таблице, но заняла 4 место и не решила задачу на сезон. В июле 2014,появились слухи о том, что «Нанси» вышел в Лигу 1 вместо «Ланса», которому было отказано в путёвке в Лигу 1. Однако Апелляционный комитет решил дело не в пользу лотарингской команды, и сезон 2014/1015 она также провела в Лиге 2, на сей раз финишировав пятой.

## Достижения

### Национальные
- Чемпионат Франции
  - 4-е место (2): 1976/77, 2007/08.
- Дивизион 2/Лига 2
  - Победитель (5): 1974/75, 1989/90, 1997/98, 2004/05, 2015/16.
  - 2-е место: 1969/70.
- Дивизион 3/Лига 3
  - Чемпион: 1971/72.
- Кубок Франции
  - Обладатель: 1977/78.
  - Финалист (2): 1952/53, 1961/62.
- Кубок Французской лиги
  - Обладатель: 2005/06.
  - Финалист: 1982.

### Международные
- Кубок обладателей кубков
  - 1/8 финала: 1978/79
- Кубок УЕФА
  - 1/16 финала: 2006/07

## Форма

### Домашняя
| 2020/21 | 2021/22 | 2023/24 | 2024/25 |

### Гостевая
| 2020/21 | 2021/22 | 2023/24 | 2024/25 |

Источники:,